# 구하리 (배우)
구하리(2000년 8월 2일 ~ )는 대한민국의 배우이다.

## 드라마
- 2023년 웹드라마 밤이 되었습니다 - 이수빈 역
- 2022년 tving 미드나잇호러6개의밤
- 2021년 JTBC 인사이더